# مارتين دي بيرتيرو
مارتين دي بيرتيرو، المعروفة أيضًا بلقب البارونة دي بوسولي، (1600 - 1642) كانت أول عالمة معادن مسجلة، وكانت مهندسة تعدين تعمل مع زوجها جان دي شاستليت. سافرت على نطاق واسع في أنحاء أوروبا بحثًا عن رواسب المعادن ومياه الينابيع العذبة، وكانت تعمل لصالح العديد من النبلاء وأفراد العائلات الملكية. في عهد الملك الفرنسي لويس الثالث عشر، قامت مارتين وزوجها بدراسة المناجم المحتملة في فرنسا. خلال إحدى حملات التعدين التي قاما بها، اتُهمت مارتين وعائلتها بممارسة السحر ما دفعهم للهرب إلى المجر. في وقت لاحق، تم القبض على مارتين وزوجها وابنتها الكبرى، وتوفيت في النهاية في السجن بعد عام 1642. خلال حياتها، أنتجت العديد من المؤلفات المستمدة كثيرًا من كتاب المهندس الروماني فيتروفيوس عن الهندسة المعمارية «De architectura». تصف كتاباتها استخدام قضبان التكهن، على غرار عصا الاستنباء، بالإضافة إلى أفكار علمية أخرى مشهورة. لم تكن مارتين دي بيرتيرو صريحة بشأن استخدامها لأفكارها العلمية، وفضلت أن يعتقد الناس أنها تستخدم السحر أو الأفكار العلمية القديمة المشهورة. نجاحها جاء من تطورها في فهم العالم الجيولوجي من حولها. لا تُعرف بالضبط أسباب كذبها عن وسائل نجاحها الفعلية. تقدم مؤلفاتها لمحة فريدة عن الحرف والمهارات المطلوبة للتعدين في القرن السابع عشر.

## حياتها
ولدت مارتين دي بيرتيرو في عائلة نبيلة تعمل في مجال التعدين في تورينو. في عام 1610، تزوجت من جان دي تشاستليت، البارون دي بوسولي ودافنباخ، الذي كان خبيرًا في التعدين. أنجبت عدة أطفال. ابنتها الكبرى، التي توفيت في السجن مع والدتها، وابنها الأكبر هرقل، هما الوحيدان اللذان تتوفر معلومات عنهما. بين عام 1610 و1626، قضت العائلة وقتها في السفر والعيش في الخارج. خلال فترة وجودهم في الخارج، قاموا بعبور المحيط الأطلسي إلى بوتوسي في بوليفيا لزيارة مناجم الذهب.
عُين جان وكيلًا عامًا لمناجم المجر من قبل الإمبراطور الروماني المقدس، رودولف. بهذا الدور، سافرت العائلة على نطاق واسع لزيارة مناجم في جميع أنحاء أوروبا، وربما أيضًا في أمريكا الجنوبية، لمدة 16 عامًا، بحثًا عن رواسب خام غنية. في عام 1626، عادوا إلى فرنسا للعمل على إعادة إحياء صناعة التعدين الفرنسية. في عام 1627، أصيب هرقل بمرض «الحرارة المشتعلة في الأمعاء» وتعافى بعد بضعة أسابيع في بلدة شاتو تييري. خلال هذه الفترة، اكتشفت مارتين ينبوعًا طبيعيًا وادعت أنه يتمتع بخواص علاجية. أبلغت الطبيب المحلي وتم تأكيد اكتشافها. أصبحت المدينة نقطة جذب للمرضى والأثرياء. أثبتت المؤرخة الجيولوجية مارتينا كولبل إيبرت اليوم أن هذا كان شكلًا من الاحتيال العلمي. لا نعرف بالضبط سبب كذب العائلة بخصوص وسائل نجاحهم الفعلية، ولكن من الممكن ذلك كان لجذب اهتمام العملاء الأثرياء. أثناء وجودهم في شاتو تييري، شكك الطبيب المحلي في كلامها، ولم يصدق أنها اكتشفت الينبوع عن طريق استخدام عصا التكهن. يعتقد أن عصي التكهن، المعروفة أيضًا بعصي سحر الماء، تساعد الشخص في تحديد موقع المياه الجوفية. هذه العصي هي عبارة عن قضبان معدنية مثنية يمسكها الشخص. ليس هناك أدلة علمية تدعم هذه الطريقة، وتُعتبر فكرة علمية من العصور الوسطى، مثل لوحة الويجا، حيث يتحكم المستخدم فيها. بدلًا من ذلك، أدرك الطبيب أنها نجحت في تحديد المياه المعدنية الغنية من خلال تتبع الرواسب الغنية بالحديد الأحمر في الحجر المرصوف بالحصى إلى مصدر المياه. ساهم الاكتشاف في التدهور النهائي لسمعة العائلة. بعد هذا الحدث، بدأ الناس يشككون في طرقهم وأثار نشاطهم الشكوك لدى رجال الدين المحليين. أثناء وجودهم في قاعدة تعدين مورلي في بريتاني التي طورها الزوجان، قام كاهن يدعى بريفوت بروفينشال توش-غريبي بتفتيش بيتهم بحثًا عن أدلة جنائية. بعد العثور على أبحاثهم ورسوماتهم وموادهم الأخرى، اعتبر أن ذلك دليل على ممارستهما السحر، واتهم مارتين وزوجها بالسحر. لم يتم توجيه أي تهم لكن الزوجين أجبرا على مغادرة فرنسا والفرار إلى ألمانيا بين عامي 1628 و1629 ومن ثم المجر. بعد فشلهما في تعويض خسائرهما عادا إلى فرنسا.